# صومعه یرموغیا کاهانا
صومعه یرموغیا کاهانا (ارمنی: Երմողիա քահանայի վանք؛ انگلیسی: Yermoghia) یک کلیسا متعلق به کلیسای حواری ارمنی واقع در شهر آزات، جمهوری آرتساخ می‌باشد. ساخت و ساز این ساختمان در سده ۱۲ام میلادی؛ به پایان رسید. این بنا به سبک معماری ارمنی طراحی شده است.